# Турский священник
«Турский священник» (фр. Le Curé de Tours) — повесть французского писателя Оноре де Бальзака, написанная в 1832 году и впоследствии вошедшая в собрание сочинений «Человеческая комедия». Впервые была опубликована в 1832 году в «Сценах частной жизни».

## Сюжет

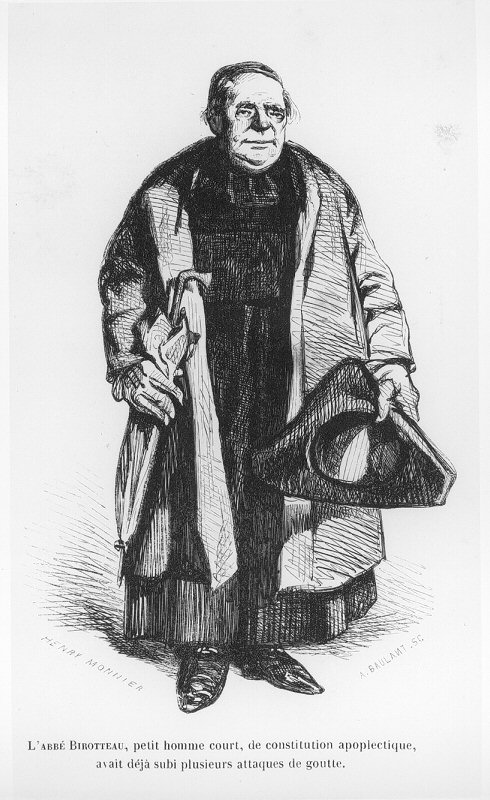
Турский священник, иллюстрация Анри Монье.

1826 год, Тур. У 60-летнего аббата-викария Франсуа Бирото, уже два года проживающего в доме мадмуазель Софии Гамар, возникает подозрение, что домовладелица по непонятным причинам намеренно с помощью различных неудобств хочет выжить его из своего помещения. Во время революции дом был конфискован у местного собора святого Гатиана и продан отцу хозяйки, которая уже двадцать лет сдаёт помещения только священникам. Само жилище Бирото получил по завещанию своего друга аббата Шаплу, другим постояльцем является 50-летний аббат Трубер, живущий в гораздо худших условиях на первом этаже дома. Бирото не хочет уезжать из комфортной комнаты, бывшей наряду с саном каноника единственной мечтой в его жизни, которую он вместе с другом обставил дорогостоящей обстановкой из полученных подаяний и завещаний духовных дочерей.
С момента своего появления Шаплу сразу разгадал характер хозяйки и ради спокойной жизни подладился под её прихоти: льстил ей, избегал каких-либо споров и столкновений, минимизировал совместно проводимое время. Трубер-же в свободное от тайной работы по ночам время являл полную покорность Софии Гамар и был главным претендентом на комнату покойного, местная молва объясняла подобное поведение видами на её состояние. Перед своей смертью Шаплу часто советовал другу опасаться Трубера, возвышению которого препятствовал всеми силами. В итоге аббат благодаря подорванному здоровью стал главным кандидатом на пост главного викария. После своего заселения Бирото полгода организовывал в доме Гамар салон, который посещали представители высшей аристократии, но в итоге из-за пустоты и никчёмности хозяйки бросил эту затею и начал посещать званные вечера в благородных домах Тура. Из-за этого старая дева затаила злобу на своего постояльца, которая распространилась в среде её друзей из мещан.

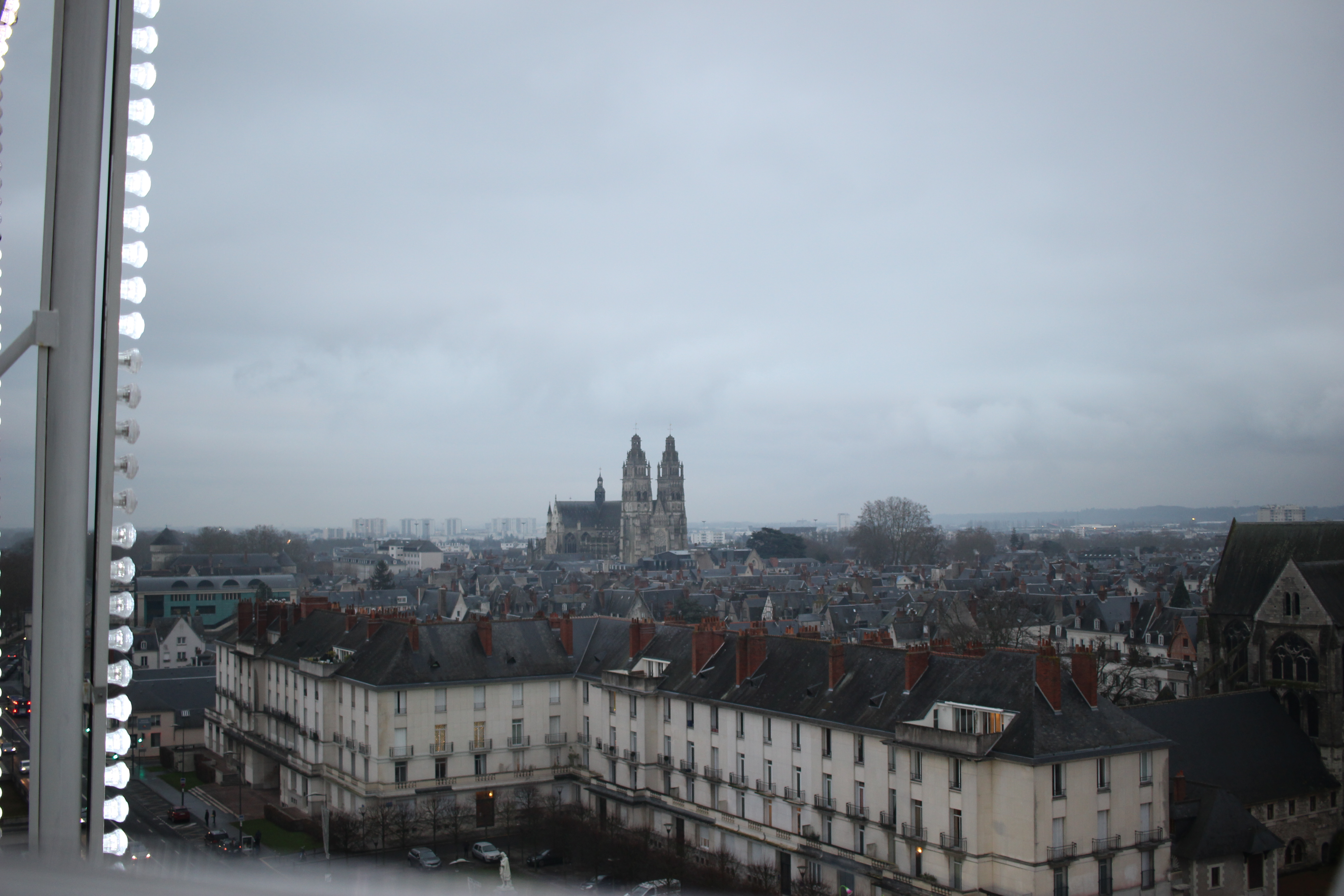
Вид на Турский собор (декабрь 2017 года)

Бирото решает переселиться на несколько дней к баронессе де Листомэр, надеясь что за это время София успокоится. Через 10 дней к нему приходит представляющий интересы домовладелицы стряпчий Карон, говорящий о возможной судебной тяжбе: в документе не прописана возможность длительного отсутствия постояльца, благодаря чему поступок аббата можно трактовать как прекращение пансиона. Госпожа Листомэр вместе с гостями и племянником-бароном советуют дать отпор завуалированной попытке Трубера получить новую жилую площадь, лишь помещик де Бурбонн считает это началом горестей Бирото, которому в итоге всё-равно придётся съехать. В этот момент становится известно о назначении Трубера исполняющим обязанности главного викария, заведующего составом клира, и слухах о негативном влиянии грядущей тяжбы на получение почти обещанного Бирото сана каноника. Теперь салон советует добровольно отказаться от проживания у Гаспар, и аббат не глядя подписывает предложенный Кароном документ.
Бирото получает согласие ряда аристократок принять его к себе на время, пока он не получит сан каноника. На следующий день он приходит в дом Софии Гаспар за своей мебелью и видит, что Трубер уже обосновался в его комнате. В беседе с хозяйкой выясняется, что по договору при добровольном выезде вся обстановка переходит в возмещение разницы между арендной платой Бирото и покойного Шаплу. Также Гаспар рассказывает о назначении новым каноником аббата Пуареля, ставшим её новым постояльцем. На дворянском собрании де Бурбонн сообщает о недобросовестности заключённого договора, после чего все единодушно обещают помочь аббату в грядущем судебном процессе. Лишь помещик советует отказаться от сана викария и уехать из Тура, дабы скрыться от Трубера, так как из четырнадцати человек, собравшихся вместе здесь, через две недели ни один не будет за вас!.
Мадмуазель Гаспар первой подаёт судебный иск, обставив всё дело в невыгодном для оппонента свете. Также становится известно о назначении Трубера главным викарием. Местные адвокаты рекомендуют идти на мировую, и только 36-летний барон де Листомэр решает продолжить бой. После выбора адвоката-либерала была организована судебная экспертиза для оценки оставшегося у старой девы движимого имущества Бирото вместе с двумя картинами, оценённого в 30 тыс. франков. Благодаря этому поданный уже против Софии Гаспар судебный иск получает серьёзные перспективы.

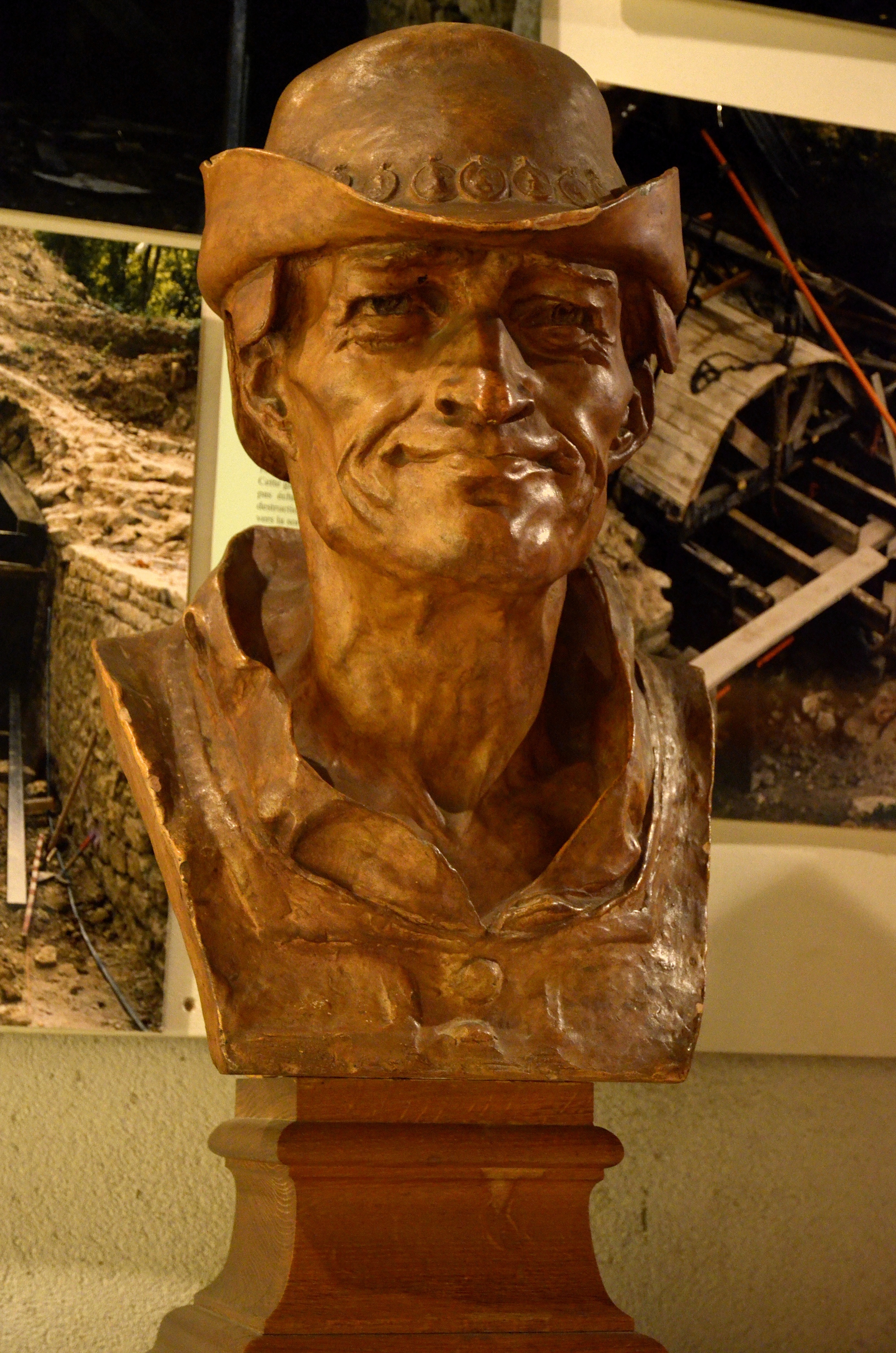
Бюст французского короля Людовика XI (Жан Бафье, февраль 1910 года), с которым де Бурбонн сравнивает Трубера.

Спустя несколько дней ожидавшему производства в следующий чин барону сообщают о его возможном увольнении в запас, из-за чего отправляется в Париж. Там с помощью дяди-депутата маркиза де Листомэра ему удаётся узнать: в министерстве недовольны его враждой с Трубером — самым значительным лицом в этой провинции и представителем конгрегации. Барон возвращается в Тур и встречается с тёткой и де Бурбонном, догадывавшемся о тайном влиянии священника на всю жизнь региона. Помещик в надежде на тщеславие Трубера советует примириться с ним и для вида прекратить общение с Бирото, так как в будущем им удастся добиться назначения Бирото каноником после обретения бароном звания капитана первого ранга, а маркизом — звания пэра. На следующий день баронесса описывает аббату весь план мести Трубера Шаплу и его преемнику, после чего уговаривает отозвать судебный иск в обмен на получение оставшегося в многострадальной комнате портрета Шаплу. После этого баронесса приходит к старой деве и договаривается о замятии дела, но та вскоре подхватывает простуду и готовится к смерти.
Из-за этого госпожа де Листомэр встречается с самим аббатом, по итогам встречи с которым удалось добиться примирения и разрешения снять копию с портрета Шаплу. На следующий день Гаспар умирает, оставив по завещанию Труберу всё своё состояние в 300 тыс. франков. На пышное отпевание последний приглашает госпожу де Листомэр и её племянника, а Бирото прячется в притворе и искренне молится за упокой души Софии Гаспар. Вечером де Бурбонн при закрытых дверях рассказывает баронессе, как при последнем взмахе кропилом на мгновение увидел в глазах Трубера ликование о смерти старой девы, а также ненависть и презрение к покойной.
Бирото назначают приходским священником в небогатый пригород Тура Сен-Сенфорньен, из-за чего он оказался вне своих друзей и привычной обстановки. Через полгода Трубер становится епископом Труа под именем Гиацинт. Баронесса де Листомэр в своём завещании назначает Бирото ежегодную выплату в 1,5 тыс. франков, после чего Трубер откладывает свою поездку в епархию и начинает угрожать карьерному росту её родни. Епископ отказывается от наследства, передав духовенству дом, библиотеку Шаплу и картины, оставив себе лишь портрет Шаплу. Барон оспаривает права Бирото на наследство баронессы из-за недобросовестного воздействия аббата на волю завещательницы, и через несколько дней получает производство в капитаны первого ранга. Церковный власти накладывают дисциплинарное наказание на викария церкви Сен-Сенфорьена, запретив ему проводить богослужения.
Год спустя с момента начала романа монсеньор Гиацинт по дороге в Париж замечает вынесенного на солнце больного Франсуа Бирото, на которого бросает полный презрительной жалости взгляд и едет дальше.

## Создание
Впервые повесть была опубликована в 1832 году в «Сценах частной жизни» под заголовком «Холостяки» (фр. Les célibataires). В следующем году под тем же названием вошла в «Сцены провинциальной жизни», а в 1843 году была включена во второй том «Человеческой комедии» под названием «Турский священник»
Сама повесть посвящена скульптору-портретисту Пьеру Жану Давиду.

## Связь с другими произведениями
Франсуа Бирото присутствует и упоминается в романах «История величия и падения Цезаря Бирото» и «Лилия долины».

## Экранизации
1980: Турский священник. Режиссёр — Габриэль Аксель, роль Франсуа Бирото исполнил Жан Карме.